# Francesco Comina
Francesco Comina (* 4. Juli 1967 in Bozen) ist ein Südtiroler Journalist, Pazifist, Lehrer und Politiker.

## Leben
Comina wuchs in Bozen auf und studierte literarische Fächer an der Universität Verona. Er arbeitete als Journalist bei verschiedenen Zeitungen: bei der italienischen Wochenzeitschrift „Il Segno“ der Diözese Bozen-Brixen (1994–2000), beim „Mattino di Bolzano“ (2000–2003) und beim Trentiner „l’Adige“ (2003–2007). Comina ist Gründer und war bis 2017 Koordinator des Zentrums für den Frieden der Stadt Bozen. Seither arbeitet er als Italienisch-Lehrer an einem Sprachengymnasium in Bozen.
Bei den Landtagswahlen 2003 kandidierte Comina auf der Liste Frieden und Gerechtigkeit – Gemeinsam links. Als erster Nichtgewählter (1.982 Vorzugsstimmen) folgte er am 10. Juli 2008 auf Luisa Gnecchi, die zuvor wegen ihrer Wahl ins römische Parlament von allen Ämtern zurückgetreten war, in den Südtiroler Landtag und damit gleichzeitig den Regionalrat Trentino-Südtirol.
Der Landtag wählte ihn daraufhin mit 19 Stimmen auch zum Landesrat für Gnecchis ehemalige Ressorts (Arbeit, italienische Schule und Berufsbildung, Innovation und Genossenschaftswesen) in die Landesregierung, wo er dem Kabinett Durnwalder IV angehörte. Zudem wurde er Assessor und Vizepräsident in der Regionalregierung.
Comina, der Mitglied von Pax Christi ist, zeigte kein Interesse an einer Kandidatur bei den Landtagswahlen 2008 und übergab am 18. Dezember 2008 sein Amt an seine Nachfolger Barbara Repetto und Christian Tommasini von der Demokratischen Partei.

## Bibliografie
- Non giuro a Hitler: la testimonianza di Josef Mayr-Nusser, San Paolo, Cinisello Balsamo 2000; ISBN 88-215-4272-6
- Weil das Leben siegen wird – Luis Lintner, Athesia, Bozen 2004 (mit anderen Autoren). ISBN 88-8266-293-4
- Il sapore della libertà. In dialogo con Marcelo Barros, edizioni la meridiana, Molfetta (BA) 2005. ISBN 88-89197-36-6
- Qui la meta è partire. In dialogo con Arturo Paoli, edizioni la meridiana, Molfetta (BA) 2005. ISBN 88-89197-67-6
- Il monaco che amava il jazz. Testimoni e maestri, migranti e poeti, il margine, Trient 2006. ISBN 88-6089-001-2
- Le strade dell'acqua. Dramma in due atti e in quattro continenti, il margine, Trient 2008. ISBN 88-6089-027-6
- Inti Illimani. Storia e mito (mit Eduardo Mono Carrasco), il margine, Trient 2010
- Il cerchio di Panikkar. Vorwort von Serge Latouche, il margine, Trient 2011
- L'uomo che disse no a Hitler. Josef Mayr-Nusser, un eroe solitario, il margine, Trient 2014
- Monsignor Romero, martire per il popolo. I giorni ultimi nel racconto del diario (Vorwort von Adolfo Pérez Esquivel). La meridiana, Molfetta 2016
- Abbiamo un sogno. Quando Francesco andò da don Tonino, il margine, Trient 2018
- (Hrsg.) Thomas Merton, Il primato della contemplazione. Scritti inediti, Emi, Verona 2018. ISBN 978-88-307-2404-4
- Francesco Comina und Genny Losurdo mit Agnes Heller, Il demone dell'amore. La grande filosofa al cospetto di un sentimento che infiamma, Gabrielli editori, Verona 2019. ISBN 978-88-6099-394-6
- Francesco Comina, L'indiano e il bambino che imparò ad amare, Gabrielli editori, Verona 2020, ISBN 9788860994240
- Francesco Comina, Solo contro Hitler. Franz Jaegerstaetter, il primato della coscienza, EMI (Editrice Missionaria Italiana), Verona 2021, ISBN 8830725129
- Francesco Comina, Seul contre Hitler (Franz Jaegerstaetter 1907-1943), Salvator editions, Paris 2023
- Francesco Comina, La lama e la croce. Storie di cattolici che si opposero a Hitler, Libreria Editrice Vaticana, Città del Vaticano 2024, ISBN 978-88-266-0846-4
- Francesco Comina, In viaggio con Àgnes Heller. L'Italia, l'Europa, il male, il bene, l'amore, la giustizia, Dio..., San Paolo, Cinisello Balsamo 2024, ISBN 978-88-922-4593-8.